# Moral de amos y esclavos
La moral de amos y la moral de esclavos (o moral de señores y moral de siervos) es un tema central de las obras de Friedrich Nietzsche, que aparece por primera vez en Más allá del bien y del mal, en la sección novena “¿Qué es aristocrático?”. Y después desarrollará en su primer ensayo de La genealogía de la moral. Nietzsche sostuvo que había dos tipos fundamentales de moral: la moral de amos y la moral de esclavos. La moral del amo valora el orgullo, la fortaleza y la nobleza, mientras que la moral de esclavos valora cosas como la amabilidad, la humildad y la compasión. Los amos miden las acciones en una escala de consecuencias buenas o malas, en cambio los esclavos en escalas de intenciones buenas y malas. Su significado de moral difiere del entendimiento común de este término. Para Nietzsche, una moral en particular es inalienable de la formación de una cultura en particular. Esto significa que su lenguaje, códigos y prácticas, narrativas e instituciones delata la lucha entre ambos tipos de valorización moral. La dicotomía moral amo-esclavo provee la base de toda la exégesis del pensamiento occidental.

## Moral de amos
Nietzsche pensaba que había dos clases de hombres: los señores y los siervos, que han dado distinto sentido a la moral. Para los señores, el binomio «bien-mal» equivale a «noble-despreciable». Desprecian como malo todo aquello que es fruto de la cobardía, el temor, la compasión, todo lo que es débil y disminuye el impulso vital. Aprecian como bueno, en cambio, todo lo superior y altivo, fuerte y dominador. La moral de los señores se basa en la fe en sí mismos, el orgullo propio.
Por el contrario, la moral de los siervos nace de los oprimidos y débiles, y comienza por condenar los valores y las cualidades de los poderosos. Una vez denigrado el poderío, el dominio, la gloria de los señores, el esclavo procede a decretar como «buenas» las cualidades de los débiles: la compasión, el servicio —propios del cristianismo—, la paciencia, la humildad. Los siervos inventan una moral que haga más llevadera su condición de esclavos. Como tienen que obedecer a los señores, los siervos dicen que la obediencia es buena y que el orgullo es malo. Como los esclavos son débiles, promueven valores como la mansedumbre y la misericordia; por el contrario, critican el egoísmo y la fuerza.

## Moral de esclavos
A diferencia de la moral de amos, que es sentimiento, la moral de esclavos es literalmente re-sentimiento (ressentiment), revalorización de lo que el amo valora. Esto se aleja de la valoración de las acciones basadas en sus consecuencias para dirigirse a una valoración según su intención. Mientras la moral de amos se origina en el fuerte, la moral de esclavos nace del débil. Debido a que la moral de esclavos es una reacción a la opresión, esta envilece a sus opresores. Es lo inverso de la moral de amos. De por sí, es caracterizada por el pesimismo y el cinismo. Es creada en oposición a lo que la moral de amos valora como "bueno". No aspira a ejercitar la propia voluntad por la supremacía, sino por una cauta subversión. Su esencia es la utilidad: lo "bueno" es aquello que es más útil para toda la comunidad, no la supremacía. Nietzsche vio esto como una contradicción. Debido a que los poderosos son fuertes comparados con las masas débiles, los débiles ganan poder corrompiendo la supremacía al creer que las causas de la esclavitud (a saber, la voluntad de poder) son "malvadas", ya que son cualidades que originalmente no pudieron elegir debido a su debilidad. Al afirmar que la humildad es voluntaria, la moral de esclavos evita admitir que en un principio su humildad les fue forzada por un amo. Los principios bíblicos de mostrar la otra mejilla, humildad, caridad y compasión son el resultado de la universalización del aprieto de los esclavos a toda la humanidad, y en el proceso esclavizaron a los amos también. "El movimiento democrático es la herencia de la cristiandad": la manifestación política de la moral de los esclavos debido a su obsesión con la libertad y la igualdad.

## Invención de los valores
La crítica de Nietzsche a la moral tradicional se centraba en la tipología de moral de «amo» y de «esclavo» y en la descripción de la dinámica que generan; esta dinámica o dialéctica debe ser conocida por los «espíritus libres» para conducir a la humanidad a su superación: una sucesión de continuas superaciones —la moral deja de ser algo cerrado para ser visto como una dinámica de morales yuxtapuestas y reconocibles en la dinámica de las lenguas. Examinando la etimología de las palabras alemanas gut («bueno»), schlecht («malo») y böse («malvado»), Nietzsche sostuvo que la distinción entre el bien y el mal fue originalmente descriptiva, o sea, una referencia amoral a aquellos que eran privilegiados (los amos), en contraste con los que eran inferiores (los esclavos). El contraste bueno/malvado surge cuando los esclavos se vengan convirtiendo los atributos de la supremacía en vicios. Si los favorecidos (los «buenos») eran poderosos, se decía que los sumisos heredarían la Tierra. El orgullo se volvió pecado. Caridad, humildad y obediencia reemplazaron competencia, orgullo y autonomía. Clave para el triunfo de la moral de esclavo fue su presunción de ser la única verdadera moral. La insistencia en la absolutidad (Absolutheit) es esencial tanto en la ética religiosa como filosófica. Aunque Nietzsche dio una genealogía de la moral de esclavo y de amo, siempre sostuvo que esta genealogía era una tipología ahistórica de rasgos en toda persona.

Los judíos - un pueblo «nacido para la esclavitud», como dicen Tácito y todo el mundo antiguo, «el pueblo elegido entre los pueblos», como dicen y creen ellos mismos - los judíos han llevado a efecto aquel prodigio de inversión de los valores gracias al cual la vida en la tierra ha adquirido, para unos cuantos milenios, un nuevo y peligroso atractivo: - sus profetas han fundido, reduciéndolas a una sola, las palabras «rico», «ateo», «malvado», «violento», «sensual», y han transformado por vez primera la palabra «mundo» en una palabra infamante. En esa inversión de los valores (de la que forma parte el emplear la palabra «pobre» como sinónimo de «santo» y «amigo») reside la importancia del pueblo judío: con él comienza la rebelión de los esclavos en la moral.
Friedrich Nietzsche en Más allá del bien y del mal § 195

## Sociedad
Esta lucha entre la moral de amos y esclavos se repite históricamente. De acuerdo con Nietzsche, las sociedades de la Antigua Grecia y Antigua Roma fueron fundadas en la moral de amos. El héroe homérico es el hombre de voluntad más fuerte y las obras clásicas de la Iliada y la Odisea ejemplifican esta moral. Él llamó a los héroes «hombres de una noble cultura», dándoles una sustancial característica de moral de amos. Históricamente, la moral de amos fue vencida por la moral de esclavos de la cristiandad, extendida durante el Imperio Romano.
La esencial lucha entre las culturas siempre ha sido entre los romanos (amos, fuertes) y los judíos (esclavos, débiles). Nietzsche condenó el triunfo de la moral de esclavos en occidente, diciendo que el movimiento democrático es la «degeneración colectiva del hombre». Afirmó que el emergente movimiento democrático de su tiempo fue esencialmente sumisión y debilidad. La debilidad conquistó a la fortaleza, el esclavo conquistó al amo, el re-sentimiento conquistó al sentimiento. Llamó a este ressentiment el «deseo de venganza sacerdotal», que es la envidia del débil buscando esclavizar al fuerte con él. Tales movimientos fueron, para Nietzsche, inspirados por la «venganza más inteligente» de los débiles. Nietzsche vio a la democracia y la cristiandad impulsadas por el mismo instinto mutilador que buscaba hacer a todos iguales, hacer a todos esclavos.
Nietzsche, sin embargo, no creía que los humanos debiesen adoptar una moral de amos como el código definitivo de comportamiento, sino que la transmutación de los valores corregiría las inconsistencias en las moralidades; no obstante, la moral de amos era preferible a la de esclavos, aunque esto es controvertido. Walter Kaufmann discrepa de que Nietzsche realmente prefiriese la moral de amos sobre la de esclavos. Él ciertamente daba un trato mucho más duro a la moral de esclavos, no obstante se debía en parte a que consideraba a la moral de esclavos un peligro más inminente en la sociedad moderna.